# Adelomyrmex tristani
Adelomyrmex tristani é uma espécie de formiga do gênero Adelomyrmex, pertencente à subfamília Myrmicinae.